# Блажевский, Деян
Деян Блажевский (род. 6 декабря 1985 года в Скопье) — македонский футболист, полузащитник, выступал преимущественно в родной Македонии и Греции.

## Карьера
Блажевский начал карьеру в македонском «Пелистере», затем переехал в Грецию, где выступал за «Агротикос Астерас», «Верию» и «Пиерикос».
14 ноября 2012 года Блажевский дебютировал за сборную Македонии в товарищеском матче против Словении, его команда выиграла со счётом 3:2. Свой первый гол он забил через месяц в другом дружеском матче против Польши, но это был лишь гол престижа, Македония проиграла со счётом 1:4.
В составе «Горизонта» в осеннюю часть сезона 2013/14 Блажевский лидировал в гонке бомбардиров чемпионата Македонии с 19 мячами, а в 2013 календарном году Блажевский забил в общей сложности 30 мячей. В итоге 26 декабря 2013 года Футбольная федерация Македонии признала Блажевского лучшим македонским футболистом во внутреннем чемпионате.
В январе 2014 года Блажевский перешёл в команду Премьер-лиги Азербайджана «Хазар-Ленкорань», подписав контракт на полтора года. В декабре 2014 года Блажевский покинул «Хазар-Ленкорань», перейдя в «Вардар».
1 марта 2015 года он официально дебютировал за «Вардар», забив два мяча в игре с «Силексом», его команда победила со счётом 3:0. В следующем туре он снова забил в домашнем матче с «Металлург Скопье», «Вардар» выиграл 2:1.
24 июня 2018 года «Тирана» объявила о подписании Блажевского на один год с возможностью продления контракта. Он официально дебютировал 18 августа, его команда проиграла с минимальным счётом «Камзе». Он забил свой первый гол в чемпионате 16 сентября в победном матче с «Люфтетари» (3:1). Позже, 3 октября, он оформил дубль в матче против «Кастриоти» (победа 3:2), таким образом «Тирана» одержала первую победу в гостях с февраля 2016 года.
В августе 2019 года Блажевский присоединился к «Македония Джёрче Петров».